# Fiński Komitet Olimpijski

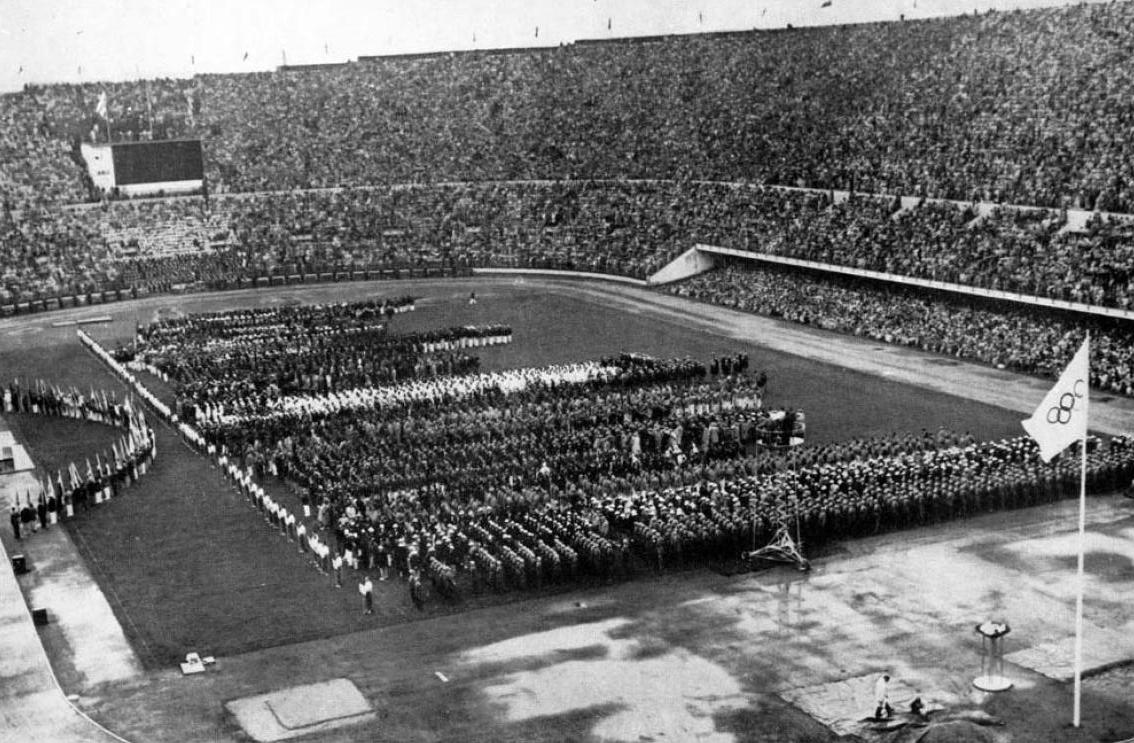
Ceremonia otwarcia XV Letnich Igrzysk Olimpijskich w Helsinkach w 1952 roku

Logo Fińskiego Komitetu Olimpijskiego

Fiński Komitet Olimpijski (fiń. Suomen Olympiakomitea, szw. Finlands Olympiska Kommitté) — fińska organizacja sportowa koordynująca i propagująca sport w Finlandii. Jest największą organizacją non-profit w kraju, zrzesza sześćdziesiąt jeden organizacji sportowych.
Fiński Komitet Olimpijski został założony 2 grudnia 1907 roku, a członkiem Międzynarodowego Komitetu Olimpijskiego został na 9. sesji MKOl w Hadze w tym samym roku.
Komitet był organizatorem następujących zawodów:
- XV Letnie Igrzyska Olimpijskie w Helsinkach w 1952 roku
- V Zimowy Olimpijski Festiwal Młodzieży Europy w Vuokatti w 2001 roku
- X Letni Olimpijski Festiwal Młodzieży Europy w Tampere w 2009 roku